# Ditha marcusensis
Espèce
Synonymes
- Verrucaditha marcusensis Morikawa, 1952

Ditha marcusensis est une espèce de pseudoscorpions de la famille des Tridenchthoniidae.

## Distribution
Cette espèce est endémique de Minamitori-shima au Japon.

## Étymologie
Son nom d'espèce, composé de marcus et du suffixe latin -ensis, « qui vit dans, qui habite », lui a été donné en référence au lieu de sa découverte, l'île marcus.

## Publication originale
- Morikawa, 1952 : Three new species of false-scorpions from the island of Marcus in the West Pacific Ocean. Memoirs of Ehime University, sér. 2B, vol. 1, p. 241-248